# Busoga

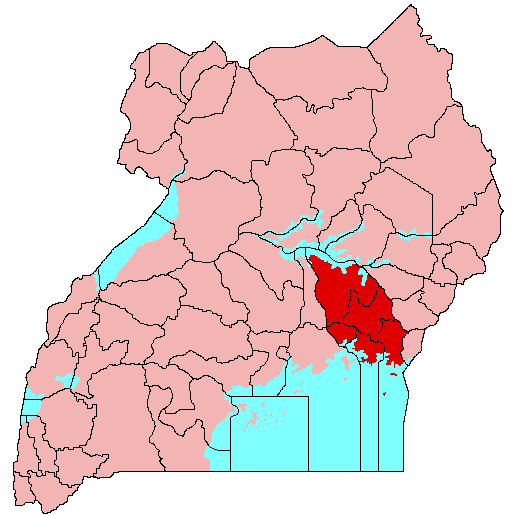
Regno di Busoga

Bandiera di Busoga

Il regno di Busoga è uno dei regni tradizionali dell'Uganda. Come gli altri regni tradizionali ugandesi, non è un organo amministrativo ma una istituzione culturale, e si propone principalmente di curare gli interessi dell'etnia corrispondente, i Basoga. I sovrani del regno di Busoga portano il titolo  Isebantu Kyabazinga. La capitale del regno è Bugembe, nei pressi di Jinja, la seconda più grande città dell'Uganda.
Il territorio del regno è composto di sette distretti: Kamuli, Iganga, Bugiri, Mayuge, Jinja, Kaliro e Busiki ed è delimitato a nord dal lago Kyoga, a ovest dal Nilo Vittoria, a sud dal Lago Vittoria e ad est dal fiume Mpologoma. Alcune delle isole del Lago Vittoria sono considerate appartenenti a Busoga (per esempio Buvuma).

## Storia
La tradizione orale fa risalire le origini del regno di Busoga al XVI secolo e attribuisce la sua fondazione al principe Mukama della famiglia Babiito, originario del regno di Bunyoro, da cui quindi quello di Busoga deriverebbe. La suddivisione del regno in aree amministrative e culturali (Bukooli, Bulamogi, Kigulu, Luuka e Bugabula) viene ricondotta alla distribuzione delle terre da parte del principe ai suoi figli. Dopo la scomparsa di Mukama queste cinque regioni rimasero sostanzialmente indipendenti fino all'avvento dei colonizzatori europei, che convinsero i rispettivi regnanti a creare una sorta di federazione, governata da un consiglio centrale denominato Lukiiko.
La storia scritta del regno inizia nel 1862, quando John Hanning Speke, un esploratore della Royal Geographical Society, giunse a Ripon Falls, nei pressi dell'odierna Jinja, dove il Nilo Vittoria comincia il suo corso dal Lago Vittoria verso l'Egitto. Speke, che era passato attorno al lago a sud, giunse a Busoga da ovest, ovvero dal regno di Buganda. Speke non approfondì la conoscenza del regno, e descrisse "Usoga" (la variante swahili di "Busoga") come un'"isola"; il regno era infatti già allora, come oggi, delimitato in tutte le direzioni da bacini d'acqua.
Più tardi ancora nel XIX secolo il regno di Busoga divenne gradualmente più noto; gli europei attraversavano frequentemente la parte meridionale del regno nei loro viaggi diplomatici e commerciali fra la costa e Buganda. Diversi osservatori (tra cui James Augustus Grant, Gerald Portal e Bishop Tucket) osservarono che il regno era ricco di risorse alimentari e popoloso. 
Sebbene Speke e altri si riferissero a Busoga come a un "regno", al tempo delle prime esplorazioni esso non aveva un'autorità centrale, né monarchica né di altro tipo; ognuna delle regioni aveva un proprio regnante, in parte sotto l'influenza politica degli altri regni ugandesi (inizialmente soprattutto Bunyoro, in seguito Buganda).
Quando l'Uganda divenne un protettorato britannico, nel 1894, gli inglesi tentarono di costituire in Busoga un potere centrale sul modello di quello del regno di Buganda. I capi locali vennero radunati in un consiglio chiamato Lukiiko, con un presidente che svolgeva funzioni analoghe a quelle dei re di Buganda e Bunyoro. Questa soluzione ebbe vita breve a causa dei dissidi interni fra i capi dei diversi clan Basoga. Altri tentativi di creare un potere centrale stabile in quella che nel frattempo aveva cominciato a essere identificata col nome di "federazione di Busoga" fallirono, fino a quando nel 1925 venne eletto il primo "kyabazinga", Ezekiel Tenywa Wako, che entrò anche a far parte del Consiglio dei re dell'Uganda insieme al Kabaka di Buganda, l'Omukama di Bunyoro, l'Omukama di Toro, e l'Omugabe di Ankole.
Nel frattempo, a cavallo fra il XIX e il XX secolo, Busoga era stato colpito da una grave epidemia di malattia del sonno. A causa dei decessi e delle migrazioni, la parte più popolosa di Busoga, quella meridionale (che ospitava circa 200.000 persone il secolo precedente) fu totalmente abbandonata nei primi decenni del Novecento. Negli anni venti e trenta iniziò un processo di ripopolazione dell'area, che però fu interrotta da un riaffacciarsi dell'epidemia nel 1940. Solo nel 1956 l'area ricominciò definitivamente a ripopolarsi, ma non raggiunse più il livello di ricchezza e l'importanza demografica che aveva avuto in passato. 
L'epidemia, e in seguito anche la carestia, colpirono anche altre aree del regno, come i margini orientali di Bukooli e Busiki e la parte settentrionale adiacente a Bukandi. Le conseguenti migrazioni portarono gran parte della popolazione del regno a concentrarsi nella parte centrale del territorio. Fenomeni analoghi in altre regioni dell'Africa orientale portarono altre popolazioni a migrare verso Busoga, dando luogo all'eterogenea struttura demografica odierna del regno. L'addensamento della popolazione in una porzione ristretta del territorio diede inizio a un fenomeno di urbanizzazione che prosegue ancora oggi; città come Jinja, Iganga, Kamuli e Kaliro ricevono tuttora un flusso migratorio proveniente dalle terre rurali circostanti. Jinja, in particolare, acquisì un importante ruolo come polo industriale fra gli anni '20 e gli anni '70, con lo sviluppo dell'industria manifatturiera del cotone e il completamento della Uganda Railway e della diga di Owen Falls, che a sua volta consentì la costruzione dell'importante centrale idroelettrica di Nalubaale. Allo sviluppo economico di Jinja contribuì in modo determinante anche la popolazione di immigrati di origine asiatica, gli "asiatici ugandesi", giunti in Uganda dal subcontinente indiano durante la dominazione britannica.
Nel 1962, quando l'Uganda ottenne l'indipendenza, il regno di Busoga era una delle regioni più ricche della neonata nazione. 
Nel 1966, durante il governo di Idi Amin, le monarchie tradizionali furono abolite, e con esse il ruolo di kyabazinga. Il regno di Busoga fu anche colpito sul piano economico dalla decisione di Amin di espellere gli asiatici ugandesi, che contribuivano in maniera sostanziale all'economia di Jinja e del regno in generale. I successivi tentativi da parte di Yoweri Museveni di far tornare gli asiatici in Uganda non consentirono comunque a Jinja di tornare ai fasti del passato. 
Nel 1995 le monarchie tradizionali ugandesi furono ricostituite e il trono del kyabazinga tornò a essere occupato da Henry Wako Muloki fino alla sua morte nel 2008.
Nel 2014 William Gabula Nadiope IV è stato eletto kyabazinga.

## Struttura amministrativa
Il regno è suddiviso in 5 distretti: Kamuli, Iganda, Mayuge, Jinja e Bugiri.

## Monumenti e luoghi d'interesse

### Kagulu
La collina di Kagulu è identificata col luogo originario in cui si insediò il fondatore di Busoga, Mukama. È situata al bivio fra due strade che conducono a Gwaya e Iyingo, ed è nota per l'eccezionale panorama che si gode dalla sommità e che include quasi tutto il territorio del regno. È attrezzata per essere scalata dai turisti.

### Palazzo di Budhumbula
Situato a circa 2 km da Kamuli sulla strada per Jinja, il sito comprende la residenza del kyabazinga William Wilberforce Kadhumbula Nadiope, sul trono di Busoga fino alla sua morte nel 1976 e un monumento funebre presso cui sono sepolti diversi membri della famiglia del re.

### Sorgenti del Nilo e Lago Vittoria
Nel regno di Busoga si trovano le sorgenti del Nilo Vittoria, emissario dell'omonimo lago, celebri per essere state a lungo cercate dagli esploratori inglesi e finalmente trovate da John Hanning Speke. Il fiume e il lago sono oggi importanti attrazioni naturalistiche, e le agenzie turistiche organizzano safari in barca nell'area.